# Chylismia
Chylismia är ett släkte av dunörtsväxter. Chylismia ingår i familjen dunörtsväxter.
Kladogram enligt Catalogue of Life:
| Chylismia | \| \| Chylismia arenaria \| \| \| \| \| \| Chylismia atwoodii \| \| \| \| \| \| Chylismia brevipes \| \| \| \| \| \| Chylismia cardiophylla \| \| \| \| \| \| Chylismia claviformis \| \| \| \| \| \| Chylismia confertiflora \| \| \| \| \| \| Chylismia eastwoodiae \| \| \| \| \| \| Chylismia exilis \| \| \| \| \| \| Chylismia heterochroma \| \| \| \| \| \| Chylismia megalantha \| \| \| \| \| \| Chylismia multijuga \| \| \| \| \| \| Chylismia munzii \| \| \| \| \| \| Chylismia parryi \| \| \| \| \| \| Chylismia scapoidea \| \| \| \| \| \| Chylismia specicola \| \| \| \| \| \| Chylismia walkeri \| \| \| \| |
|           | \| \| Chylismia arenaria \| \| \| \| \| \| Chylismia atwoodii \| \| \| \| \| \| Chylismia brevipes \| \| \| \| \| \| Chylismia cardiophylla \| \| \| \| \| \| Chylismia claviformis \| \| \| \| \| \| Chylismia confertiflora \| \| \| \| \| \| Chylismia eastwoodiae \| \| \| \| \| \| Chylismia exilis \| \| \| \| \| \| Chylismia heterochroma \| \| \| \| \| \| Chylismia megalantha \| \| \| \| \| \| Chylismia multijuga \| \| \| \| \| \| Chylismia munzii \| \| \| \| \| \| Chylismia parryi \| \| \| \| \| \| Chylismia scapoidea \| \| \| \| \| \| Chylismia specicola \| \| \| \| \| \| Chylismia walkeri \| \| \| \| |
|           | Camissonia |
|           | |
|           | Camissoniopsis |
|           | |
|           | Chylismiella |
|           | |
|           | häxörter |
|           | |
|           | clarkior |
|           | |
|           | dunörter |
|           | |
|           | Eremothera |
|           | |
|           | Eulobus |
|           | |
|           | fuchsior |
|           | |
|           | Gayophytum |
|           | |
|           | Gongylocarpus |
|           | |
|           | Hauya |
|           | |
|           | enmansblommor |
|           | |
|           | ludwigior |
|           | |
|           | Megacorax |
|           | |
|           | Neoholmgrenia |
|           | |
|           | nattljussläktet |
|           | |
|           | Tetrapteron |
|           | |
|           | Xylonagra |
|           | |
|           | Chylismia arenaria |
|           | |
|           | Chylismia atwoodii |
|           | |
|           | Chylismia brevipes |
|           | |
|           | Chylismia cardiophylla |
|           | |
|           | Chylismia claviformis |
|           | |
|           | Chylismia confertiflora |
|           | |
|           | Chylismia eastwoodiae |
|           | |
|           | Chylismia exilis |
|           | |
|           | Chylismia heterochroma |
|           | |
|           | Chylismia megalantha |
|           | |
|           | Chylismia multijuga |
|           | |
|           | Chylismia munzii |
|           | |
|           | Chylismia parryi |
|           | |
|           | Chylismia scapoidea |
|           | |
|           | Chylismia specicola |
|           | |
|           | Chylismia walkeri |
|           | |

|  | Chylismia arenaria      |
|  |                         |
|  | Chylismia atwoodii      |
|  |                         |
|  | Chylismia brevipes      |
|  |                         |
|  | Chylismia cardiophylla  |
|  |                         |
|  | Chylismia claviformis   |
|  |                         |
|  | Chylismia confertiflora |
|  |                         |
|  | Chylismia eastwoodiae   |
|  |                         |
|  | Chylismia exilis        |
|  |                         |
|  | Chylismia heterochroma  |
|  |                         |
|  | Chylismia megalantha    |
|  |                         |
|  | Chylismia multijuga     |
|  |                         |
|  | Chylismia munzii        |
|  |                         |
|  | Chylismia parryi        |
|  |                         |
|  | Chylismia scapoidea     |
|  |                         |
|  | Chylismia specicola     |
|  |                         |
|  | Chylismia walkeri       |
|  |                         |

## Bildgalleri

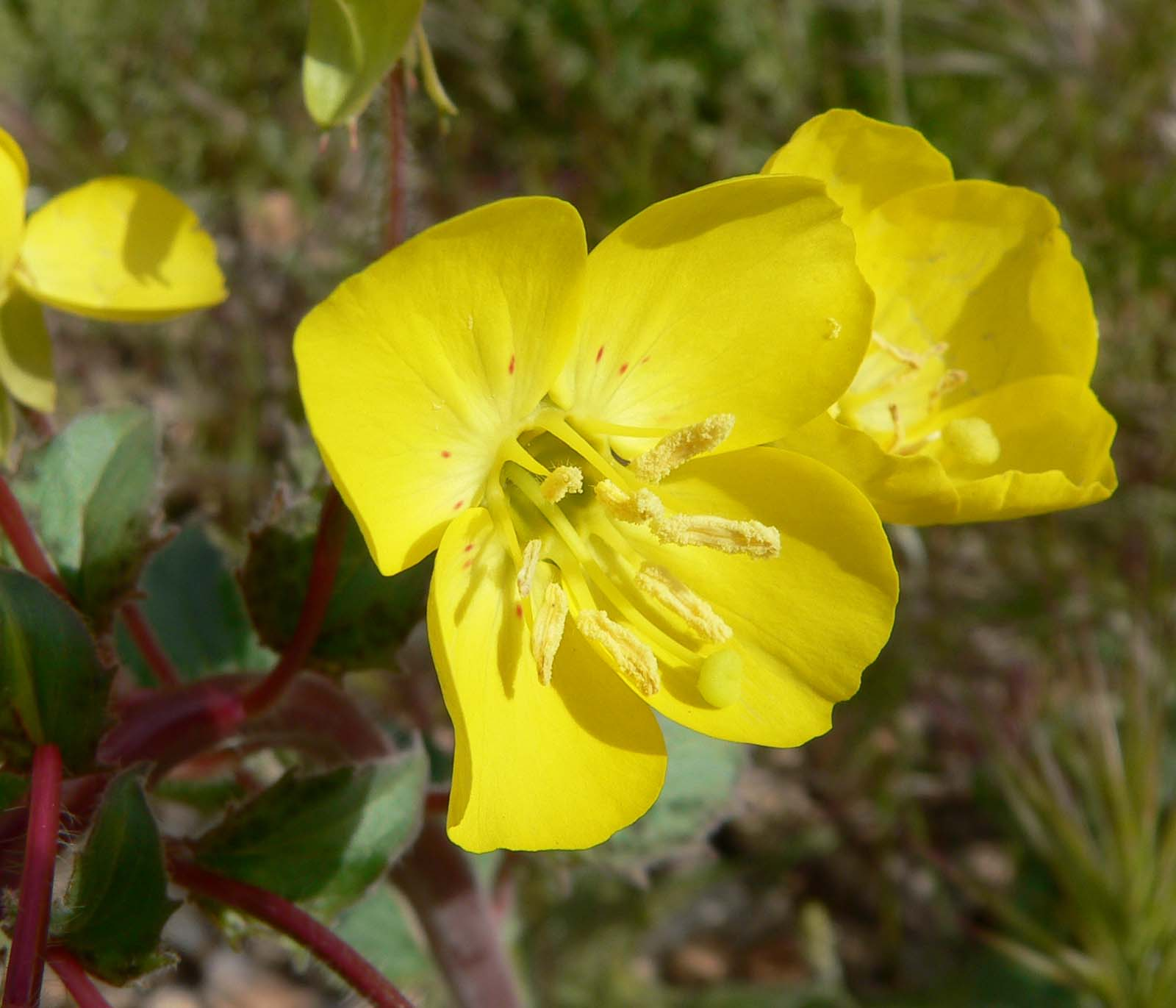
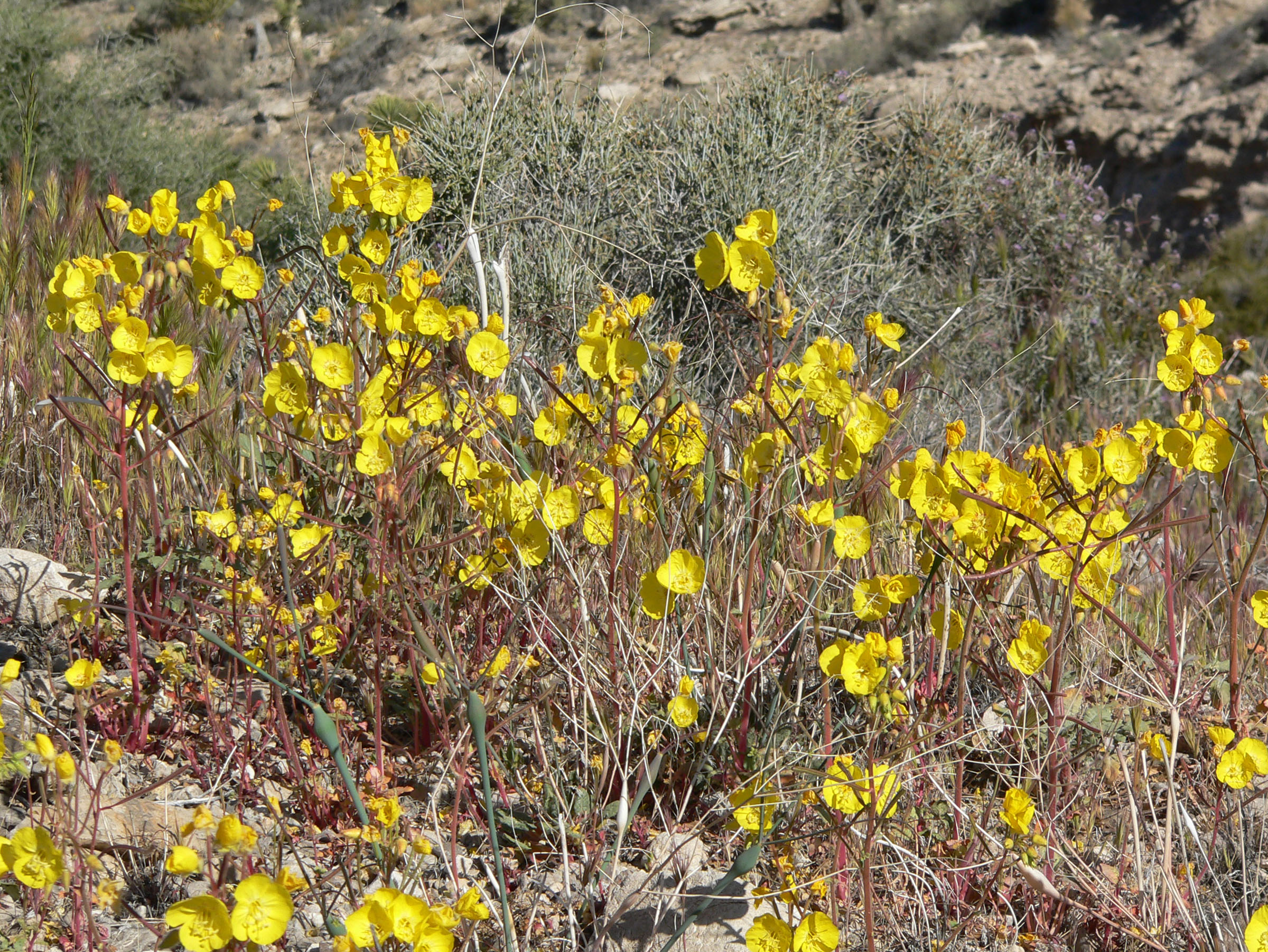
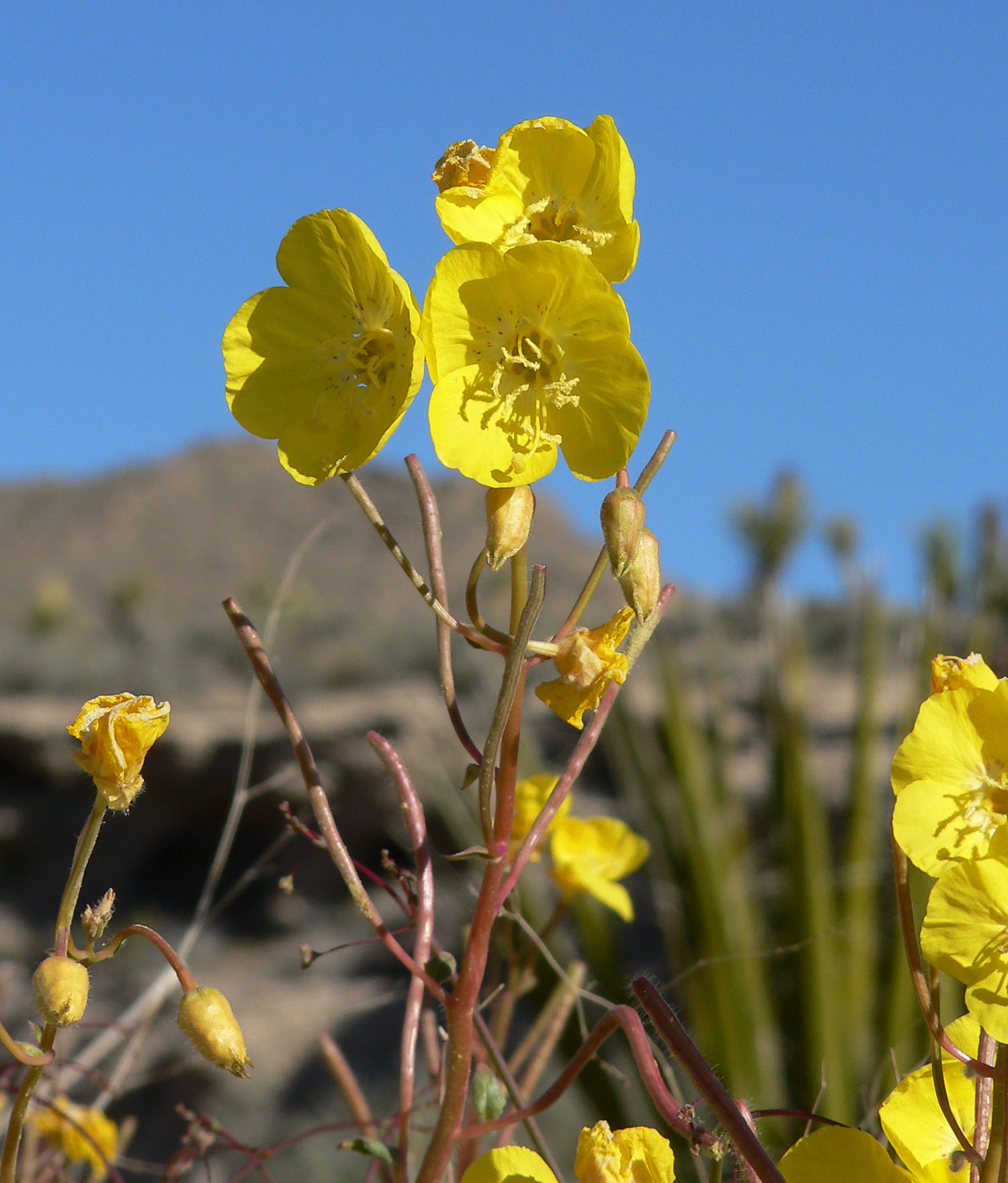
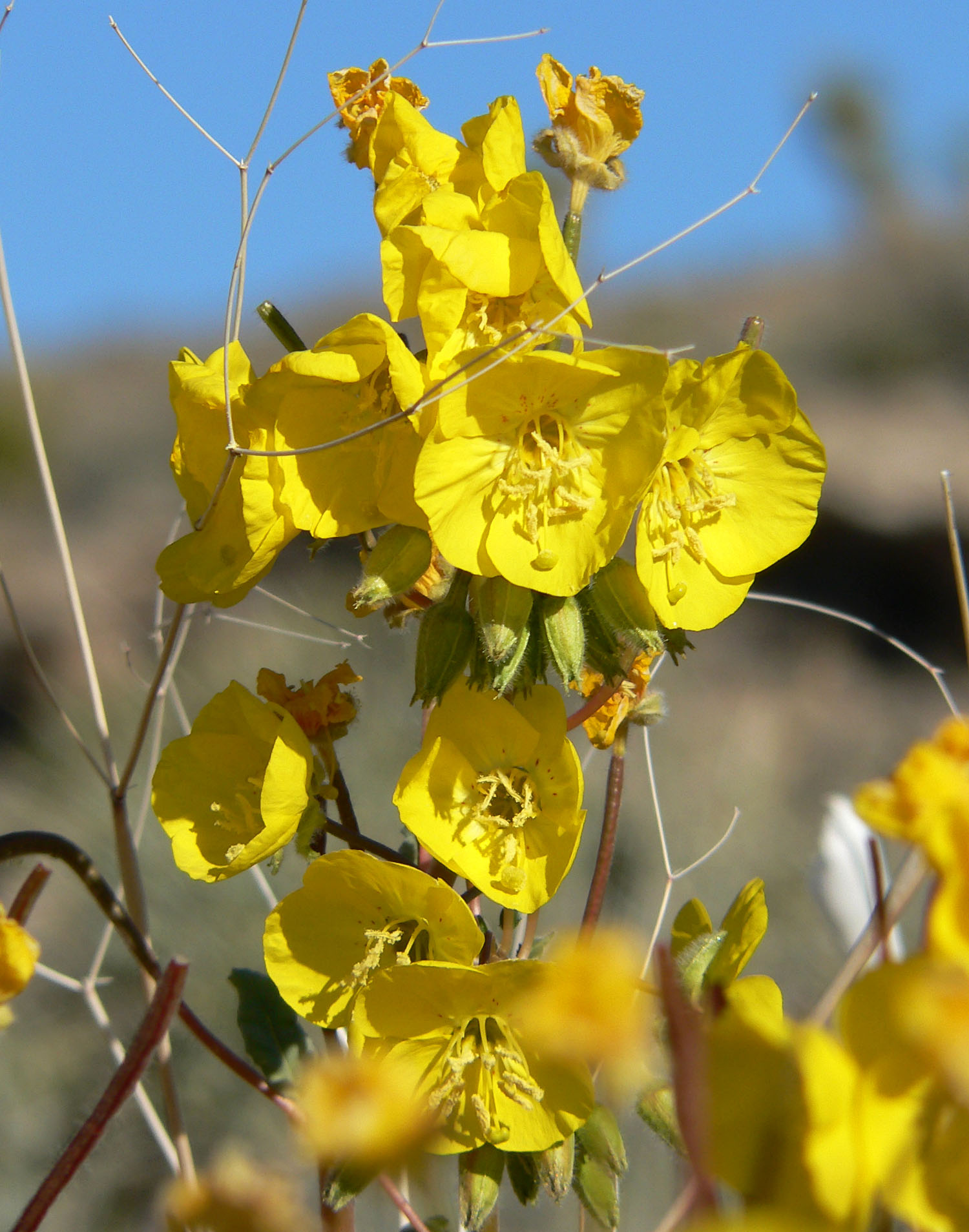
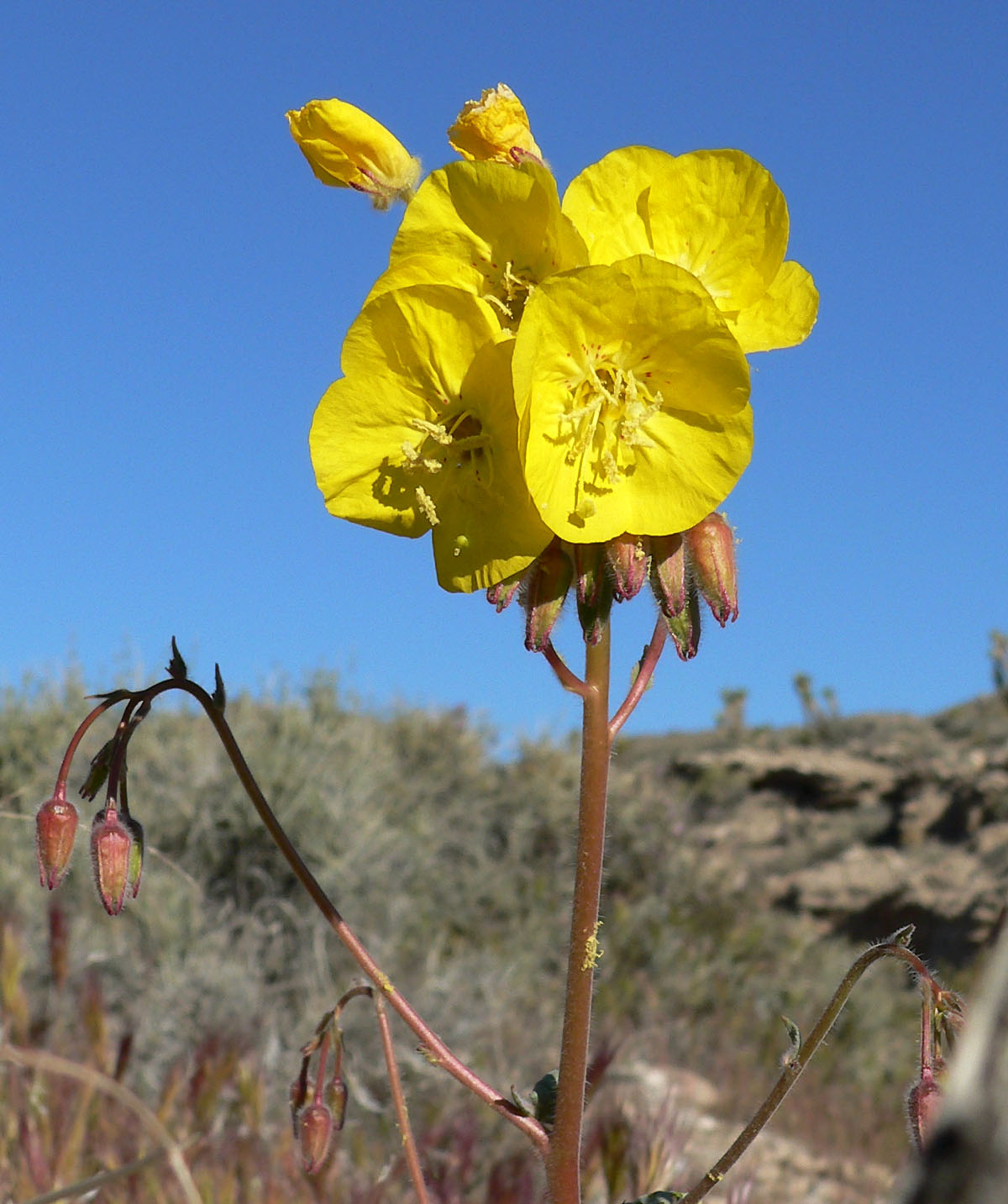
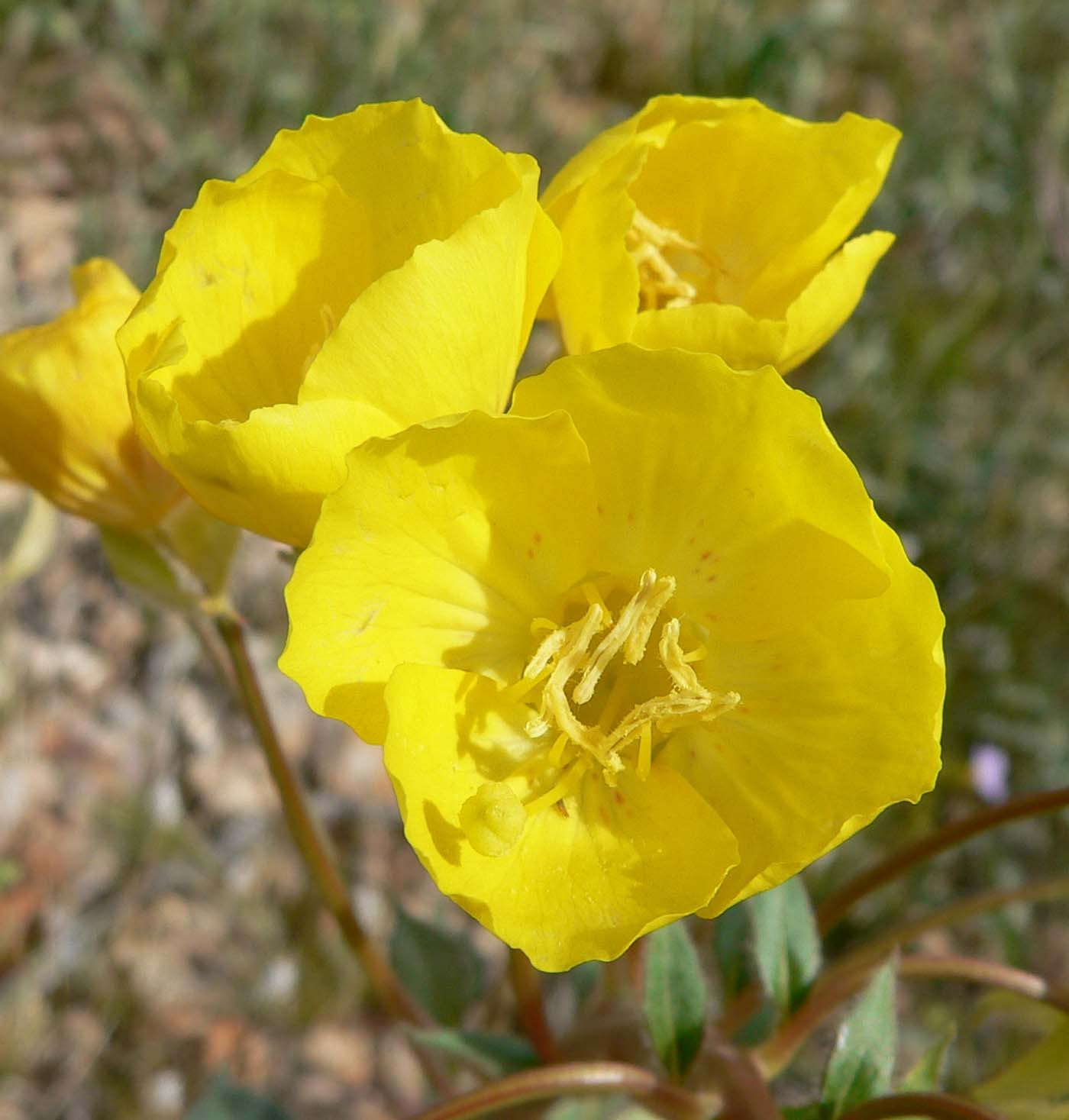